# توراکوپلاستی
توراکوپلاستی (به انگلیسی: Thoracoplasty) ترمیم پلاستیک قفسه سینه است. به عمل برداشتن دنده در مواردی مانند سل با انتشار به دنده نیز گاه توراکوپلاستی گفته می‌شود.
این جراحی ممکن است به عنوان بخشی از یک جراحی (مانند جراحی قلب) انجام شود.
همچنین  گفته می‌شود. توراکوپلاستی از عمل‌هایی است که برای اصلاح کَژپُشتی (اسکولیوز) نیز کاربرد دارد.